# Oxychloration
En chimie organique, l'oxychloration est un processus de création de liaisons C-Cl. Contrairement à l'utilisation directe de Cl2, l'oxychloration utilise du chlorure d'hydrogène en combinaison avec de l'oxygène. Ce procédé est intéressant industriellement car le chlorure d'hydrogène est moins cher que le chlore.

## Mécanisme
La réaction est généralement initiée par le chlorure de cuivre(II) (CuCl2), qui est le catalyseur le plus courant dans la production de 1,2-dichloroéthane. Dans certains cas, CuCl2 est supporté sur silice en présence de KCl, LaCl3 ou AlCl3 comme co-catalyseurs. Outre la silice, divers supports ont également été utilisés, y compris divers types d'alumine, de terre de diatomée ou de pierre ponce. Cette réaction étant hautement exothermique (238 kJ / mol), la température est surveillée, afin de se prémunir contre la dégradation thermique du catalyseur. La réaction est la suivante :
CH2=CH2 + 2 CuCl2 → 2 CuCl + ClH2C-CH2Cl
Le chlorure de cuivre(II) est régénéré par des réactions séquentielles du chlorure cuivreux avec l'oxygène puis le chlorure d'hydrogène :
½ O2 + 2 CuCl → CuOCuCl2
2 HCl + CuOCuCl2 → 2 CuCl2 + H2O

## Applications
Le substrat le plus courant pour cette réaction est l'éthylène :
CH2=CH 2 + 2 HCl + ½ O2 → ClCH2CH2Cl + H2O
L'oxychloration est d'une importance particulière dans la fabrication du 1,2-dichloroéthane qui est ensuite converti en chlorure de vinyle. Comme on peut le voir dans la réaction suivante, le 1,2-dichloroéthane est dissocié :
ClCH2CH2Cl → CH2=CHCl + HCl
2 HCl + CH2=CH2 + ½ O 2 → ClCH2CH2Cl + H2O
Le HCl issu de ce procédé de craquage est recyclé par oxychloration. Le fait que la réaction soit auto-alimentée est l'une des raisons pour lesquelles l'industrie utilise l'oxychloration au lieu de la chloration directe.